# 1885 في إيطاليا
فيما يلي قوائم الأحداث التي وقعت خلال عام 1885 في إيطاليا.

## ظهور
- 1 يناير – إدغار

## مواليد

### يوليو
- 11 يوليو – جويدو مودا لاعب ومدرب كرة قدم إيطالي.

## وفيات

### أبريل
- 20 أبريل – فرانشيسكو روسيتي (مواليد 1833)